# Кофейня

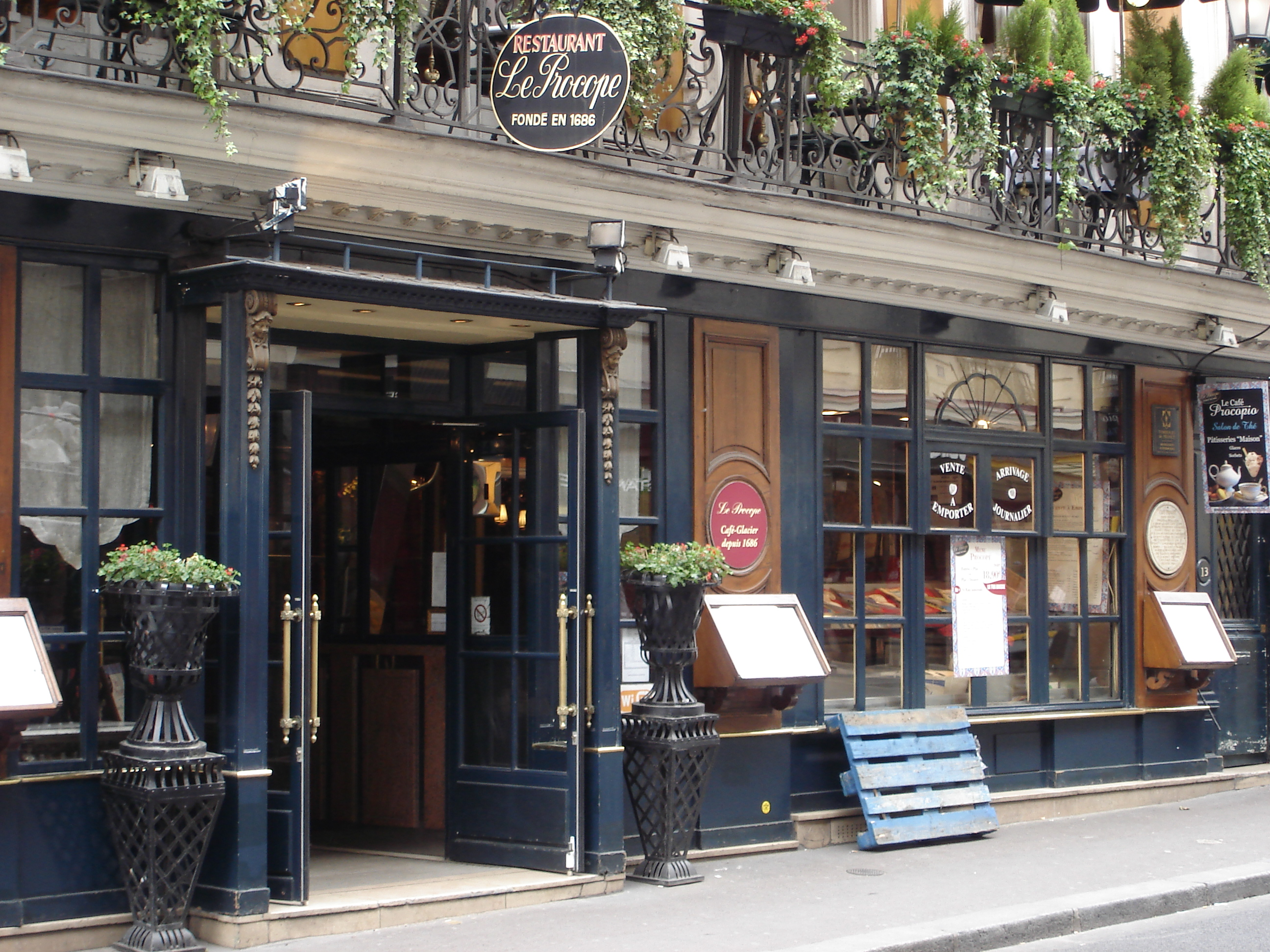
Кофейня в Париже

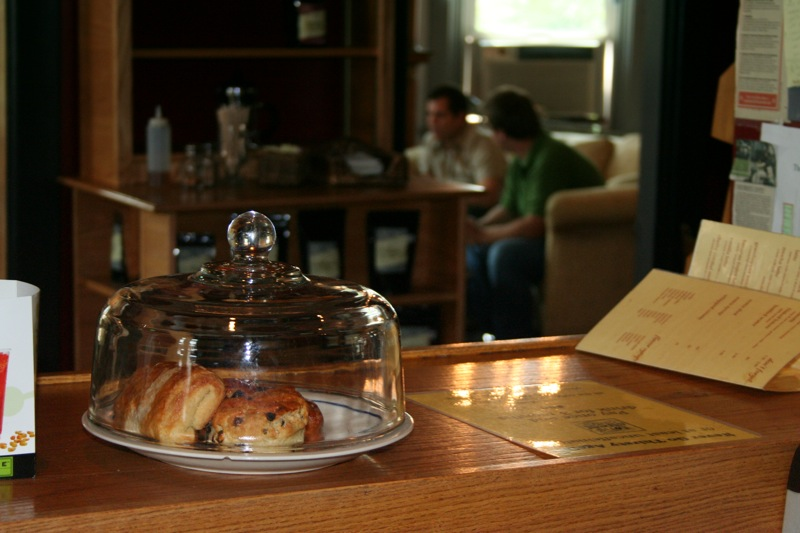
Кофейня в США

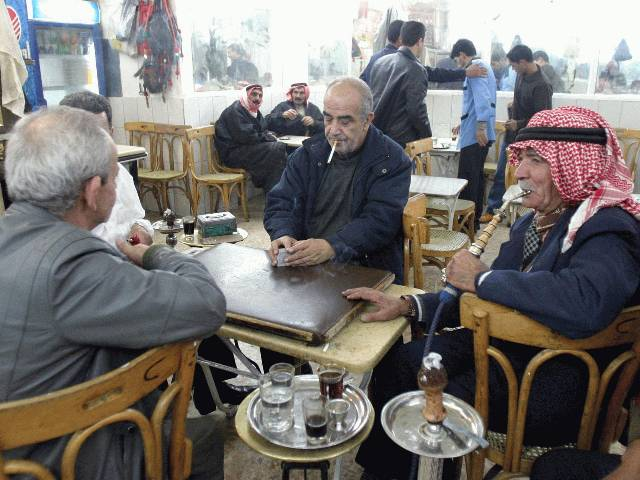
Кофейня в Дамаске

Кофе́йня — подвид кафе, гастрономическое заведение, место для встреч и общения, где подают напитки и десертные блюда: кофе, торты, мороженое, зелёный и чёрный чай, соки, а также газированные и алкогольные напитки. Многие кофейни на Ближнем Востоке и в Западной Азии предлагают также кальян и ароматизированный табак. В некоторых кофейнях можно купить зёрна понравившегося сорта.

## История

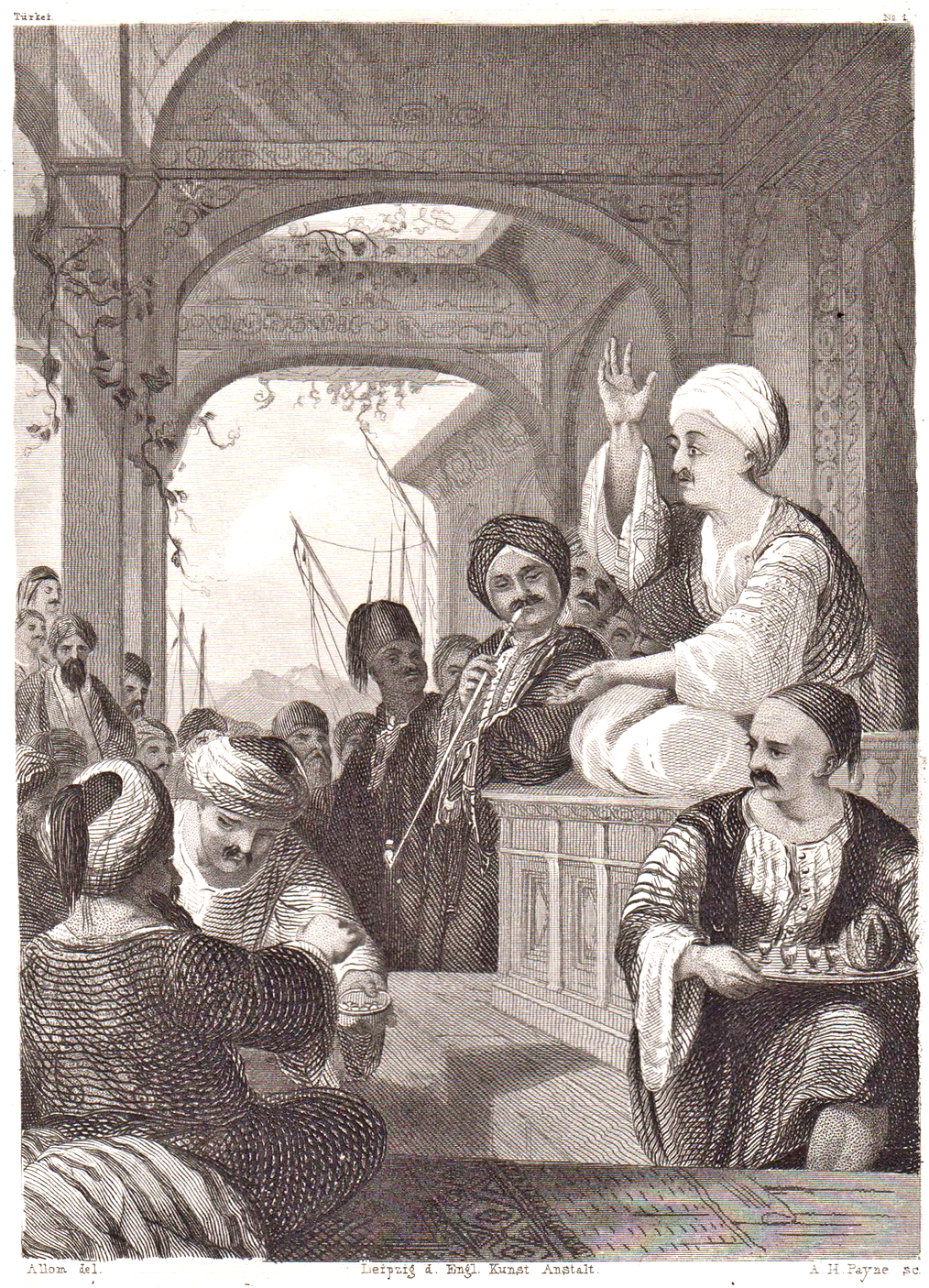
Кофейня в Османской империи

Лондонская кофейня в XVII в.

Первые две кофейни в мире открылись в Османской империи в 1554 году в Константинополе. В XVII веке появляются первые кофейни за пределами Османской империи. Так, первая кофейня в Италии была открыта в Венеции в 1647 году — Кафе «Флориан».
Первая кофейня в Англии открылась в 1652 году. В этой стране их называют «университетами пенни» из-за того, что деньги берут и за вход в кофейню, и за чашку кофе. Кофейни быстро завоевали популярность среди торговцев, а позже и среди других слоёв населения. Уже в 1739 году в Лондоне насчитывалось 551 кофейня. Посетителей кофеен, как правило, объединяли некоторые общие интересы, в основном, профессиональные.
В Америке первая кофейня была открыта в 1670 году в Бостоне Уильямом Пенном.
В 1672 году в Париже открывается первое заведение, где подают кофе.
Первая австрийская кофейня была открыта в Вене после венской победы в 1683 году. Её открыл Юрий Франц Кульчицкий, выбранный курьером, который должен был отправиться за помощью к герцогу Лотарингии — Карлу V во время атаки Вены турками. Из-за того, что Юрий смог пробраться через вражеский заслон, войска Карла поспели вовремя, и турки были разгромлены. В качестве награды Кульчицкий попросил мешки с кофейными зёрнами, которые оставили турецкие войска после отступления. А позже он открыл кофейню под названием «У синей бутылки».
Самая известная кофейня Венеции, существующая по сей день, была открыта в 1720 году. Она называется «Кафе Флориан».
В 1721 году открыта первая кофейня в Берлине.
Первая кофейня на территории Речи Посполитой была основана в Варшаве в окрестностях Саксонского сада в 1724 году, во время правления Августа Сильного.

## Виды кофеен
Существует два вида кофеен:
- Тематические кофейни — данные кофейни посещают люди со схожим кругом интересов. Для них проводятся тематические вечера, конкурсы, танцевальные мероприятия и выставки.
- Другие кофейни не объединены единой тематикой. В таких кофейнях упор делается на вкусную пищу и напитки, что делает их похожими на кафе или рестораны.

## Кофейни в разных частях мира
На Ближнем Востоке кофейни служат важным социальным местом сбора для мужчин. Другие приходят в кофейни с целью послушать музыку, почитать книги, сыграть в шахматы или нарды, посмотреть телевизор и т. д. Также традиционной услугой в таких кофейнях является кальян.
В некоторых частях Нидерландов, где продажа каннабиса разрешена официально, многие магазины каннабиса называют себя кофейнями.

### Венская кофейня

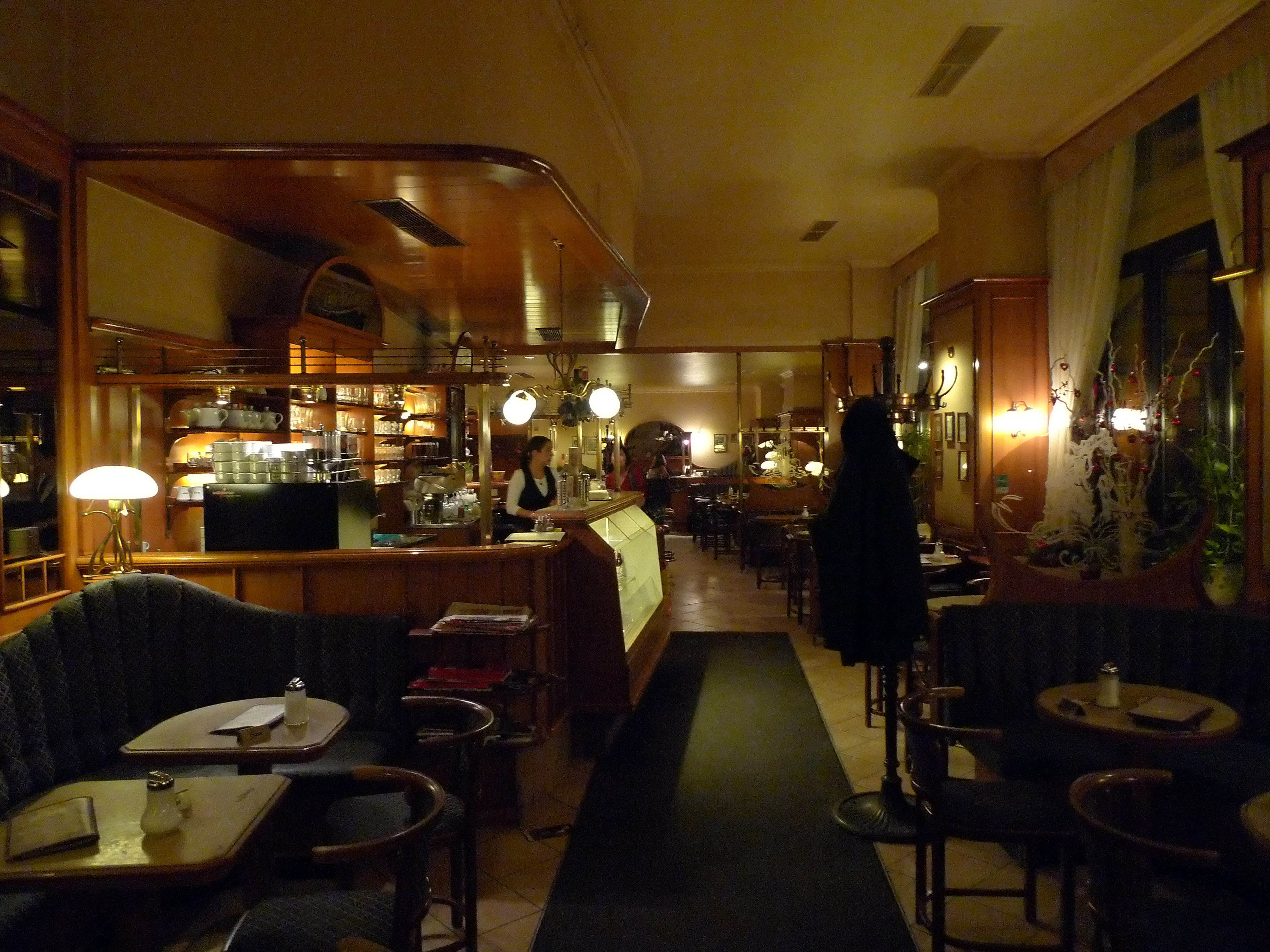
Кофейня «Меланж», Вена

Венская кофейня — типичное предприятие общественного питания в Вене, до сих пор играющее значительную роль в культуре и традициях австрийской столицы. Отличительной чертой венской кофейни является то, что гость не только заказывает кофе, но и часами сидит за столиком, читая предлагающиеся газеты. Это стало основой возникновения «литературы кофеен».

### Кофейни в России
В России первые кофейни появились при Петре I и просуществовали вплоть до становления Советского Союза. При советской власти кофейни были закрыты[прояснить] и вернулись в Россию только в начале 90-х годов. Кофейни при советской власти продолжали существовать лишь в некоторых регионах Закавказья, Прибалтики и Западной Украины. Согласно статистике, в настоящее время больше половины населения крупных городов России посещает кофейни не реже одного раза в неделю.

## Интересные факты

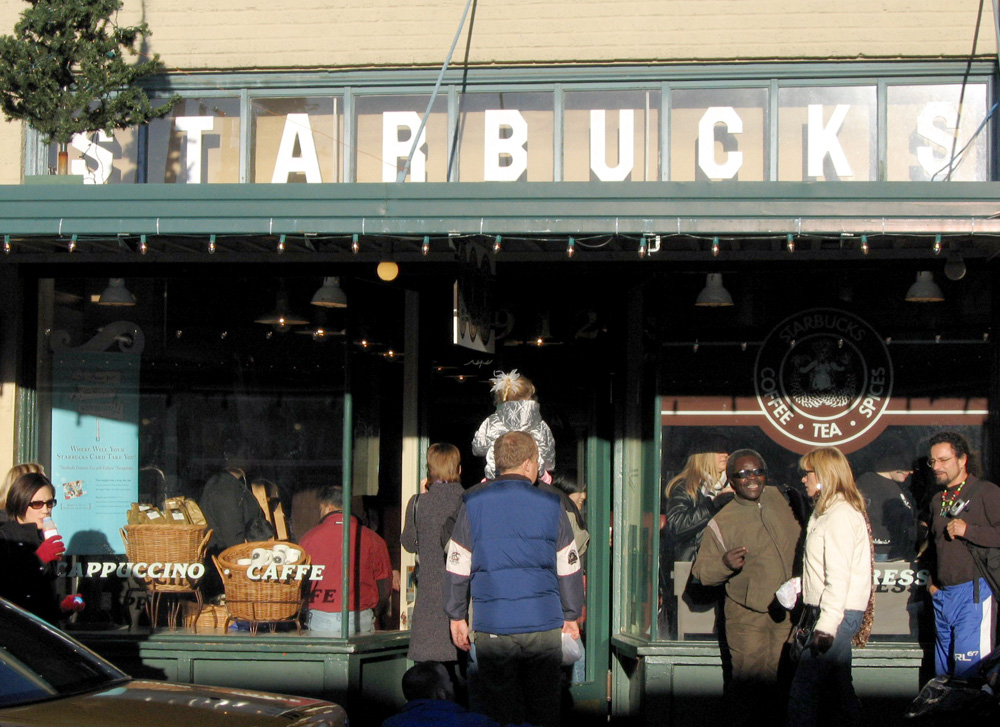
Кофейня Starbucks, открытая в 1977 году

- 80% людей становятся постоянными клиентами кофейни после того, как посетили её по рекомендации знакомых[1].
- Самой крупной кофейной компанией в мире является Starbucks, с сетью кофеен более 19 тысяч в 58 странах мира (данные на март 2012 года)[6].
- Подготовка восстания «Бостонское чаепитие» проводилась в кофейне под названием «Зелёный дракон»[4].
- Крупнейший в мире рынок страхования Lloyd’s of London начинался как кофейня[4].
- Фондовая биржа и банк Нью-Йорка начинались как кофейни и располагались ранее на месте, где сегодня находится Уолл-стрит[4].